# Setellia diffusa
Setellia diffusa är en tvåvingeart som först beskrevs av Gerstaecker 1860.  Setellia diffusa ingår i släktet Setellia och familjen Richardiidae. Inga underarter finns listade i Catalogue of Life.